# 图塔克 (土耳其)
图塔克（土耳其語：Tutak；：‎；亞美尼亞語： / Duthakh）是土耳其东部安那托利亚地区阿勒省下辖的一个县。其坐落于高山环绕的小型平原上，由穆拉特河供水，与阿勒市与帕特诺斯县相连。面积为1,562 km²，海拔1,535 m。2010年人口为34,812。居民主要以放牧为生。